# Marco Cáceres
Marco Cáceres López (Málaga, 15 de diciembre de 1995) es un actor español, conocido por interpretar el papel de Ignacio Quiroga Del Campo en la telenovela Acacias 38.

## Biografía
Marco Cáceres nació el 15 de diciembre de 1995 en Málaga (España), de ascendencia española por parte de madre y argentina por parte de padre, y desde temprana edad mostró inclinación por la actuación.

## Carrera
Marco Cáceres estudió arte dramático en La Base de Madrid de 2015 a 2018. En 2020 se formó en el Taller de Investigación con Javier Manrique, mientras que en 2021 y 2022 siguió un Taller de Investigación con Julián Martínez en Madrid. En 2017 inició su carrera actoral en la película Que baje Dios y lo vea dirigida por Curro Velázquez. Al año siguiente, en 2018, protagonizó la serie La otra mirada. En 2019 protagonizó la serie Brigada Costa del Sol (en el papel de Franchi) y Toy Boy (en el papel de Álvaro Muñoz). Ese mismo año ocupó el papel de Juan en la película La trinchera infinita dirigida por Aitor Arregi, Jon Garaño y Jose Mari Goenaga.
En 2020 interpretó el papel de Cabo Cipriano en la serie Las chicas del cable. Ese mismo año interpretó el papel de César en el cortometraje 1 Euro/9 Minutos dirigido por Sara Muñoz Bautista y Rebeca Lasheras. En 2020 y 2021 fue elegido para interpretar el papel de Ignacio Quiroga Del Campo en la telenovela emitida por La 1 Acacias 38 y donde actuó junto a actores como María Gracia, Manuel Bandera, Abril Montilla, Aroa Rodríguez, José Pastor, Clara Garrido, Carla Campra e Isabel Garrido.
En 2021 interpretó el papel de Manuel Ysasi de joven en la serie de Amazon Prime Video La templanza y el papel de Nacho en la película Post dirigida por Rubén Sánchez. En 2022 protagonizó las películas La Maniobra de la Tortuga dirigida por Juan Miguel del Castillo (en el papel de Vigilante), Crossing dirigida por Jacqueline Von Vugt (en el papel de Raúl), Polar dirigida por Alberto Palma (en el papel de Silvio) y Animal Humano dirigida por Alessandro Pugno (en el papel de Diego). En el mismo año actuó en la serie Feria: la luz más oscura en la que interpretó el papel de Elías en la serie No me gusta conducir y el papel de Fran en la serie Desconocidas. En 2023 interpretó el papel del Inspector Chaparro en la miniserie de Netflix La chica de nieve.

## Filmografía

### Cine
| Año  | Título                    | Personaje | Director                                     |
| ---- | ------------------------- | --------- | -------------------------------------------- |
| 2017 | Que baje Dios y lo vea    | Chaval 2  | Curro Velázquez                              |
| 2019 | La trinchera infinita     | Juan      | Aitor Arregi, Jon Garaño y Jose Mari Goenaga |
| 2021 | Post                      | Nacho     | Rubén Sánchez Martín                         |
| 2022 | La maniobra de la tortuga | Vigilante | Juan Miguel del Castillo                     |
| 2022 | Crossing                  | Raúl      | Jacqueline Von Vugt                          |
| 2022 | Polar                     | Silvio    | Alberto Palma                                |
| 2022 | Animal Humano             | Diego     | Alessandro Pugno                             |

### Televisión
| Año         | Título                   | Personaje                 | Cadena      | Notas         |
| ----------- | ------------------------ | ------------------------- | ----------- | ------------- |
| 2018        | La otra mirada           | El Franchi                | La 1        | 1 episodio    |
| 2019        | Brigada Costa del Sol    | Álvaro Muñoz              | Telecinco   | 10 episodios  |
| 2019        | Toy Boy                  |                           | Antena 3    | 1 episodio    |
| 2020        | Las chicas del cable     | Cabo Cipriano             | Netflix     | 1 episodio    |
| 2020 - 2021 | Acacias 38               | Ignacio Quiroga Del Campo | La 1        | 143 episodios |
| 2021        | La templanza             | Manuel Ysasi (joven)      | Prime Video | 1 episodio    |
| 2022        | Des-conocidas            | Fran Lozano Gálvez        | Canal Sur   | 7 episodios   |
| 2022        | Feria: la luz más oscura | Elías                     | Netflix     | 1 episodio    |
| 2022        | No me gusta conducir     |                           | TNT         | 1 episodio    |
| 2023; 2025  | La chica de nieve        | Inspector Chaparro        | Netflix     | 12 episodios  |
| 2024        | Operación Barrio Inglés  | Juan                      | La 1        | 6 episodios   |

### Cortometrajes
| Año  | Título           | Personaje | Director                              |
| ---- | ---------------- | --------- | ------------------------------------- |
| 2020 | 1 Euro/9 Minutos | César     | Sara Muñoz Bautista y Rebeca Lasheras |